# Општина Давидешти (Арђеш)
Давидешти (рум. Davideşti) општина је у Румунији у округу Арђеш.
Oпштина се налази на надморској висини од 365 m.